# دونكان وير
دونكان وير (بالإنجليزية: Duncan Weir)‏ هو لاعب اتحاد الرغبي بريطاني، ولد في 10 مايو 1991 في روثرجلين ‏ في المملكة المتحدة.

## وصلات خارجية
- دونكان وير على موقع دوري الرغبي الممتاز (الإنجليزية)
- دونكان وير عل موقع إسبنسكروم (الإنجليزية)
- دونكان وير على موقع ItsRugby.co.uk (الإنجليزية)